# Ревдинське сільське поселення
Ре́вдинське сільське поселення (рос. Ревдинское сельское поселение) — муніципальне утворення у складі Ялуторовського району Тюменської області, Росія.
Адміністративний центр — село Ревда.

## Населення
Населення — 240 осіб (2020; 251 у 2018, 261 у 2010, 309 у 2002).

## Склад
До складу поселення входять такі населені пункти:
| Населений пункт  | Населення, осіб (2002) | Населення, осіб (2010) |
| ---------------- | ---------------------- | ---------------------- |
| Кулики, присілок | 67                     | 70                     |
| Ревда, село      | 242                    | 191                    |